# Marie Stuart (biographie de Stefan Zweig)
Pour les articles homonymes, voir Marie Stuart (homonymie).

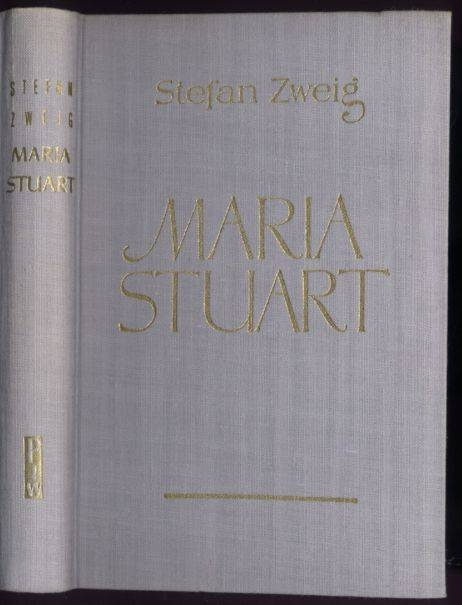

Marie Stuart (Maria Stuart) est une biographie publiée en 1935 par Stefan Zweig traduite par Alzir Hella. Elle est présentée comme une tragédie (Dramatis personae en tête d'ouvrage).

## Composition
Elle se compose de 23 chapitres et d'un épilogue :
- Reine au berceau (1542-1548)
- Jeunesse en France (1548-1555)
- Reine, veuve et reine encore (Juillet 1560-août 1561)
- Retour en Écosse (Août 1561)
- Premier avertissement (1561-1563)
- Grand marché matrimonial politique (1563-1565)
- Second mariage (1565)
- La nuit dramatique de Holyrood (9 mars 1566)
- Les félons trahis (Mars-juin 1566)
- Effroyable complication (Juillet à Noël 1566)
- Tragédie d'une passion (1566-1567)
- La voie du meurtre (22 janvier-9 février 1567)
- Quos deus perdere vult (Février-avril 1567)
- La voie sans issue (Avril-juin 1567)
- La destitution (Eté 1567)
- Adieu à la liberté (Eté 1567-été 1568)
- Une machination se trame (16 mai-28 juin 1568)
- Le filet se resserre (Juillet 1568-janvier 1569)
- Les années dans l'ombre (1569-1584)
- La guerre au couteau (1584-1585)
- Il faut en finir (Septembre 1585-1586)
- Elisabeth contre Elisabeth (Août 1586-février 1587)
- "En ma fin est mon commencement" (8 février 1587)

## Adaptation cinématographique
L'ouvrage sert de source pour le scénario du film Mary Queen of Scots, sorti en 2013.